# NGC 6669
NGC 6669 bezeichnet im NGC-Katalog sechs scheinbar dicht beieinander liegende Sterne im Sternbild Herkules. Der Katalogeintrag geht auf eine Beobachtung des Astronomen Albert Marth am 2. Juli 1864 zurück.